# نظرية تنظيمية

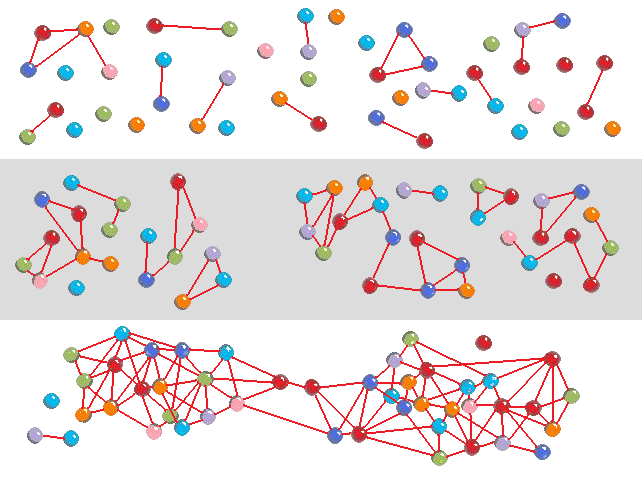

تتكون النظرية التنظيمية من مناهج عديدة للتحليل التنظيمي. تعرّف المنظمات على أنها وحدات اجتماعية لمجموعة من الأشخاص المنظَمين المدارين لتلبية حاجة معينة، أو لتحقيق الأهداف الجماعية. تشمل النظرية التنظيمية منظور التنظيم المنطقي، وتقسيم العمل، والنظرية البيروقراطية، والنظرية الظرفية.
هناك جزءان مهمان في نظام التنظيم المنطقي: الأهداف المحددة، والطابع الرسمي. تقسيم العمل هو تخصص أدوار العمل الفردية المرتبطة بزيادة الإنتاج والتجارة. يقول فرانك دوبر منظِّر التحديث: «إن المؤسسات الحديثة ذات هدف محدد بشفافية وأننا في وسط تقدم تطوري نحو أشكال أكثر كفاءة». يتميز مفهوم ماكس فيبر عن البيروقراطية بوجود وظائف غير شخصية تكتسب ولا تورث، وتتخذ قرارات تحكمها القواعد، والكفاءة المهنية، وسلسلة القيادة، والمسؤولية المحددة، والسلطة المحدودة. تنص النظرية الظرفية على أنه يجب على المنظمة أن تحاول زيادة الأداء إلى أقصى حد من خلال تقليل تأثير القيود المجتمعية والداخلية المختلفة.
لاحظ دوايت والدو في مراجعة للعمل الميداني في عام 1978: «تتميز النظرية التنظيمية بالرواج، وعدم التجانس، والمطالب والادعاءات المضادة»، وقد تطورت منذ ذلك الحين فجوة أكبر بين النظرية والتطبيق. لا يمكن بالتأكيد وصف نظرية التنظيم بأنها تقدم منظم للأفكار، أو على أنها مجموعة موحدة من المعارف التي يُبني عليها كل تطور بعناية ويمتد إلى ما قبله. بدلاً من ذلك، إذ تظهِر التطورات في النظرية والطرف المختلفة الخاصة بالممارسة خلافات حول أغراض النظرية التنظيمية واستخداماتها، والقضايا التي يجب أن تتناولها نفسها (مثل الأسلوب الإشرافي والثقافة التنظيمية)، والمفاهيم والمتغيرات التي يجب أن تدخل في مثل هذه النظرية.

## صعود المنظمات
كان حوالي 20٪ من سكان الولايات المتحدة في عام 1820 يعتمدون على دخل قادم من راتب ثابت. زادت هذه النسبة إلى 90 ٪ بحلول عام 1950. بشكل عام، كان المزارعون والحرفيون هم الأشخاص الوحيدون الذين لا يعتمدون على العمل لحساب شخص آخر بحلول عام 1950. كان معظم الناس قبل ذلك الوقت قادرين على البقاء على قيد الحياة عن طريق صيد طعامهم وزراعته، وصنع الإمدادات الخاصة بهم، والبقاء مكتفين ذاتيًا بالكامل تقريبًا. لكن أصبح الاكتفاء الذاتي خيارًا فقيرًا اقتصاديًا مع زيادة كفاءة النقل وتطور التقنيات. مثال على ذلك ما حدث في مصانع لويل للنسيج، إذ طُوّرت آلات وطرق مختلفة لكل خطوة من عملية الإنتاج، ما جعل الإنتاج الضخم بديلًا أرخص وأسرع للإنتاج الفردي. بالإضافة إلى ذلك، كافح نظام ما قبل التنظيم لدعم احتياجات السوق مع نمو السكان وتحسين النقل. شجعت هذه الظروف السكان للتحول إلى الاعتماد على الأجور والبحث عن وظائف في المنظمات النامية، ما أدى إلى التحول عن الإنتاج الفردي والأسري.
بالإضافة إلى التحول إلى الاعتماد على الأجور، خلقت العوامل الخارجية عن التصنيع أيضاً فرصة مثالية لصعود المؤسسات. أصبحت الآثار السلبية المختلفة -مثل التلوث وحوادث مكان العمل والمدن المزدحمة والبطالة- من المخاوف المتزايدة في ذلك الوقت. كانت هناك حاجة إلى منظمات وأنظمة جديدة بدلاً من مجموعات صغيرة مثل الأسر والكنائس التي كانت قادرة على السيطرة على هذه المشاكل كما كانت في الماضي. كانت هذه المنظمات أقل فرديةً، وأكثر بعدًا، وأكثر مركزية، لكن ما افتقروا إليه في المحلية عوضوه في التصنيع بكفاءة. لعب نمو الصناعة أيضًا دورًا كبيرًا في تطوير المنظمات إلى جانب الاعتماد على الأجور والعوامل الخارجية. الأسواق التي كانت تنمو بسرعة كانت بحاجة عاجلة إلى العمال، لذلك طُوّرت الحاجة إلى الهياكل التنظيمية لتوجيه هؤلاء العمال الجدد ودعمهم. اعتمدت بعض مصانع نيو إنجلاند الأولى في البداية على بنات المزارعين، ولكن فيما بعد ومع تغير الاقتصاد بدؤوا في كسب العمال من الطبقات الزراعية السابقة، وأخيراً من المهاجرين الأوروبيين. غادر العديد من الأوروبيين منازلهم بحثًا عن وعود الصناعة الأمريكية، وبقي حوالي 60٪ من هؤلاء المهاجرين في أمريكا. أصبحوا في أمريكا طبقة عمالية دائمة في الاقتصاد، ما سمح للمصانع بزيادة الإنتاج والإنتاج أكثر مما كانت عليه من قبل. جاءت الحاجة إلى المنظمات والقيادة التي لم تكن مطلوبة من قبل في الشركات والشركات الصغيرة مع هذا النمو الكبير.
لم يسمح السياق التاريخي والاجتماعي -الذي نشأت فيه المنظمات في الولايات المتحدة بشكل عام- فقط بتطوير المنظمات، ولكن أيضًا أدى إلى نشرها ونموها. لعبت كل من الاعتماد على الأجور، العوامل الخارجية، ونمو الصناعات دوراً في التغيير من الإنتاج الفردي والأسري والمجموعات الصغيرة والتنظيم إلى المؤسسات والهيكل الكبير.
على الرغم من أن الانخفاض في الأعمال التجارية الصغيرة قد لا يفسر الطريقة التي يؤدي بها تطور المنظمات إلى زيادة العائد الاقتصادي الكلي، يمثل الطبيعة التنافسية للرأسمالية. مع تطور المؤسسات، تلتهم المؤسسات الكبيرة المؤسسات الأصغر التي لا تستطيع مواكبة تطور تقنيات الإدارة والإنتاج المبتكرة وتسمح بتطويرها، والتي يمكن استخدامها من قبل الشركات الكبرى الأخرى. يتطلب تطوير المنظمات المزيد من العمال ذوي المهارات العالية مع استمرارها في النمو. ويبني تدابير احترازية على التكنولوجيا المتطورة. تزداد الحاجة إلى التخصص وإثبات الكفاءة في مختلف المنظمات ومجتمعاتها. دفع تطور المؤسسات الشركات المعاصرة إلى الازدهار في المجتمع الحديث من خلال التقدم الكبير في تفاعل البيروقراطيات الرأسمالية.

## نظريات أخرى متعلقة بالتنظيم
نظرًا لأن الأفراد نفّذوا عددًا ضخمًا من المنظمات بمرور الوقت، فقد جرب العديد من الباحثين النظرية التنظيمية التي تناسبهم. تشمل النظريات التنظيمية: البيروقراطية، والعقلنة (الإدارة العلمية)، وتقسيم العمل. تتميز كل نظرية بمزايا وعيوب مختلفة عند تنفيذها.

### تصور فيبر المثالي للبيروقراطية
حدد فيبر المكونات الأساسية للبيروقراطية على النحو التالي:
- السلطة الحكومية الرسمية في جميع المجالات منظمة حسب القواعد أو القوانين المنفذة بالفعل.
- هناك تسلسل هرمي مكتبي، إذ تشرف المكاتب العليا على المكاتب الأدنى.
- تعتمد إدارة المكتب الحديث على قواعد مكتوبة يحافَظ عليها في شكلها الأصلي.
- إدارة المكاتب تتطلب التدريب والتخصص.
- عندما تُطوير/تؤسيس مكتب، فإنه يتطلب قدرة العمل الكاملة للأفراد العاملين به.
- القواعد مستقرة ويمكن تعلمها. يمكن النظر إلى المعرفة بهذه القواعد على أنها خبرة داخل النظام البيروقراطي (وهذا يسمح بإدارة المجتمع).

يمكن أن توفر البيروقراطية عند تنفيذها المساءلة والمسؤولية والسيطرة والثبات المؤسسي. سيكون توظيف الموظفين نظامًا غير شخصي يتساوى فيه الكل.
على الرغم من أن المنظور الكلاسيكي يشجع الكفاءة، يقدَّر في كثير من الأحيان كميًا بتجاهل الاحتياجات الإنسانية. نادرًا أيضًا ما يؤخذ في الاعتبار الخطأ البشري أو تباين أداء العمل (لأن كل عامل مختلف).
في حالة كارثة تحطم مكوك الفضاء تشالنجر، تجاهل مديرو ناسا إمكانية حدوث خطأ بشري، وهو ما تسبب في حدوث الكارثة. والأمر كان كذلك مشابهًا في حالة حادث جزيرة الثلاثة أميال.

### منظور النظام المنطقي
يتكون نظام التنظيم المنطقي من جزءين مهمين: خصوصية الأهداف والطابع الرسمي. توفر خصوصية الهدف إرشادات لمهام محددة تُكمَل إلى جانب طريقة منظمة لتخصيص الموارد. إضفاء الطابع الرسمي هو وسيلة لتوحيد السلوك التنظيمي. نتيجة لذلك ستكون هناك توقعات ثابتة تخلق النظام التنظيمي المنطقي.
- الإدارة العلمية: حلل فريدريك وينسلو تايلور كيفية تعظيم كمية الإنتاج بأقل كمية من الموارد. كانت هذه محاولة تايلور لترشيد أداء العامل الفرد من خلال:

1. تقسيم العمل بين المديرين والعمال.
2. توفير نظام الحوافز (على أساس الأداء).
3. تعيين العمال المدربين علميًا.
4. تطوير علم تبعاً لمسؤوليات كل فرد.
5. التأكد من إنجاز العمل في الوقت المحدد وبكفاءة.

نشأت العديد من المشاكل للإدارة العلمية. فأولاً يقود التنميط العمال إلى التمرد ضد الحياة الاعتيادية. ثانياً قد يرفض العمال نظام الحوافز لأنهم مطالبون بالعمل باستمرار عند مستواهم الأمثل، وهو توقع قد يكون غير واقعي.